# Sotika Kuman
Sotika Kuman, auch Sotika Koumane (Thieu-Phong Sotika Koumane, voller Thronname Somdet Brhat Chao Devabangsa Jathika Kumara Raja Sri Sadhana Kanayudha; * im frühen 18. Jahrhundert in Luang Phrabang; † 1771) war zwischen 1749 und 1768 König von Luang Phrabang.

## Leben
Sotika Kuman war der älteste überlebende Sohn von König Inta Som (reg. 1723 bis 1749) und dessen Frau, Königin (Mahadevi) Dhanasavuni. Er folgte seinem jüngeren Bruder, Inta Pom, auf den Thron, der aufgrund seiner hervorragenden militärischen Leistungen auf den Thron erhoben wurde, doch bereits nach acht Monaten zugunsten seines älteren Bruders abdankte. Dasselbe Schicksal ereilte Sotika Kuman, als er 1768 für seinen jüngeren Bruder Suriyavong II. abtrat.
Sotika Kuman starb 1771 und hinterließ einen Sohn:
1. Prinz (Sadet Chao Fa Jaya Anga) Mahkuta Rajakumara (Ong Mankhu Rajakoumane), * etwa 1778, wurde mit seiner Mutter als Gefangener nach Vientiane geschafft und konnte mit ihr 1791 nach Luang Phrabang fliehen